# Франкфорт (Охајо)
Франкфорт (енгл. Frankfort) град је у америчкој савезној држави Охајо.

## Демографија
По попису из 2010. године број становника је 1.064, што је 53 (5,2%) становника више него 2000. године.
| Група             | 2000.       | 2010.       |
| Белци             | 928 (91,8%) | 984 (92,5%) |
| Афроамериканци    | 49 (4,8%)   | 41 (3,9%)   |
| Азијати           | 2 (0,2%)    | 4 (0,4%)    |
| Хиспаноамериканци | 1 (0,1%)    | 2 (0,2%)    |
| Укупно            | 1.011       | 1.064       |